# Бородянський екскаваторний завод
Бородянський екскаваторний завод (Борекс) — спеціалізоване підприємство з виготовлення гідравлічних екскаваторів II розмірної групи, розташоване у смт Бородянка Київської області. Потужності підприємства дозволяють виготовляти понад 12 моделей, навісних на тракторах та на власному шасі, екскаваторів і гідроапаратуру (гідророзподільники, клапани, гідрозажими, гідрозамки). Товариство обслуговує сільськогосподарських підприємств та приватних підприємців.

## Історія
У 1974 році в селищі Бородянка Київської області почалось будівництво філіалу заводу  на базі Київського заводу «Червоний екскаватор». За чотири роки побудували виробничі корпуси майбутнього заводу і 15 січня 1978 року із воріт підприємства вийшов перший екскаватор.
З 27 лютого 1981 року філія стала Бородянським екскаваторним заводом. Було утворено промислове об'єднання «Червоний екскаватор», куди ввійшли, крім Київського заводу, Бородянський екскаваторний та Саранський екскаваторний заводи.
Через дев'ять років об'єднання розпалось, і з цього часу Бородянський екскаваторний завод став самостійним підприємством.
У 1994 році було розпочато процес приватизації заводу, і 24 березня цього ж року, шляхом перетворення державного підприємства «Бородянський екскаваторний завод», було створено відкрите акціонерне товариство «Борекс». За 20-літню історію було виготовлено 150 тисяч екскаваторів різноманітної модифікації, а у 1995 році розпочався випуск сільськогосподарської техніки-бурякозбиральної комплексів та агрегатів передпосівної обробки ґрунту АГ-6 типу «Європак-6000».
У 1998 — 2000 р. р. було реалізовано 273 комплекти бурякозбиральних комплексів та 526 агрегатів АГ — 6. Освоєна ціла гама ґрунтообробної техніки: плуги різних модифікацій, культиватори — плоскорізи, культиватори для обробки міжрядь, широкий спектр культиваторів типу «Європак» з шириною захвату від 1 м до 7,2 м. Нова сільськогосподарська техніка зарекомендувала себе надійною та якісною продукцією, яка ні в чому не поступалась закордонним аналогам.
У 1995 році заводчани освоїли виготовлення сучасного модернізованого екскаватора на власному шасі «Борекс-3106». З 1996 по 2003 рік було виготовлено 291 таких машин.
У 2003 році було виготовлено перші екскаватори на тракторах ТТЗ-80-10 Ташкентського тракторного заводу «Борекс-2301» та «Борекс-2302».
Відкрите акціонерне товариство «Борекс» з ведучими виробниками аналогічної продукції за межами України. Основний ринок збуту техніки — Україна, Росія, Білорусь, Молдова, Казахстан, Польща, Литва, Чехія, Узбекистан, Азербайджан та багато інших країн. На базі тракторних комплектуючих на підприємстві випускається екскаватор на власному шасі “БОРЕКС 3106”. Освоєно випуск 12 моделей екскаваторів. Враховуючи попит ринку, нові вимоги і можливості замовника, заводчани працюють над вдосконаленням вже освоєної техніки.
На сьогоднішній[який?] день «ТОВ МАШБУДПОСТАЧ» володіє всіма правами на виробнитцтво та на гарантійне обслуговування єкскаваторів марки «БОРЕКС»
У замовника є можливість обирати і замовляти техніку, яка його цікавить. Вона може поставлятися з встановленими кондиціонерами, сучасними вузлами управління як імпортного, так і вітчизняного виробництва, передніми приводними мостами, тощо.
У майбутньому планується розширення асортименту продукції, збільшення обсягу випуску товарів, для яких можна очікувати підвищений попит.